# فلاماریون (دهانه برخوردی)
فلاماریونیا دهانهٔ برخوردی فلاماریون (به انگلیسی: Flammarion (lunar crater))، یک دهانه در ماه در لبهٔ جنوب سینوس مدی است. این دهانه بین دهانهٔ ماوستینگ در شمال غربی و هرشل در جنوب شرقی واقع شده‌است. این دهانه مانند ماوستینگ در تقاطع لبهٔ غربی فلاماریون قرار گرفته‌است.
دیوار فرسودهٔ بیرونی فلاماریون در شمال غربی شکسته شده، و باقی ماندهٔ آن فرسوده و آسیب دیده است. بخش دست نخورده‌ترین بخش دیوار در جنوب شرقی آن قرار گرفته‌است. ریما فلاماریون نهفته در سراسر شکاف در لبهٔ شمال غربی، در حدود ۸۰ کیلومتر به سمت غرب-جنوب غربی گسترش دارد. کف دهانه که از گدازه پر شده، نسبتاً هموار است و تنها با چند دهانهٔ کوچک پراکندهٔ سطح آن نقش پذیرفته است.

## دهانه‌های ثانوی فلاماریون
دهانهٔ برخوردی فلاماریون با قطر ۷۵ کیلومتر دهانه‌های کوچک‌تری را در درون خود جا داده‌است. بر اساس قرارداد و توافق، برای علامت‌گذاری این ویژگی‌ها در نقشه‌های ماه، از حروف الفبا به ترتیب نزدیکی آنها به مرکز دهانهٔ اصلی برای اشاره به آنها استفاده می‌شود. فهرست زیر نام ۱۰ دهانهٔ ثانوی بزرگ‌تر را که گاهی هم به عنوان «اقمار دهانهٔ فلاماریون» شناخته شده‌اند نشان می‌دهد.
| فلاماریون | عرض جغرافیایی | طول جغرافیایی | قطر        |
| --------- | ------------- | ------------- | ---------- |
| A         | 1.9° S        | 2.5° W        | 4 کیلومتر  |
| B         | 4.0° S        | 4.5° W        | 6 کیلومتر  |
| C         | 2.0° S        | 3.7° W        | 5 کیلومتر  |
| D         | 3.0° S        | 4.8° W        | 5 کیلومتر  |
| T         | 2.9° S        | 2.1° W        | 34 کیلومتر |
| U         | 3.0° S        | 1.4° W        | 10 کیلومتر |
| W         | 2.1° S        | 2.4° W        | 7 کیلومتر  |
| X         | 2.9° S        | 3.0° W        | 3 کیلومتر  |
| Y         | 3.7° S        | 3.2° W        | 3 کیلومتر  |
| Z         | 2.2° S        | 1.4° W        | 4 کیلومتر  |